# Trechalea connexa
Trechalea connexa là một loài nhện trong họ Trechaleidae.
Loài này thuộc chi Trechalea. Trechalea connexa được Octavius Pickard-Cambridge miêu tả năm 1898.